# Rosa Rinaldi
Rosa Rinaldi (Monte Sant'Angelo, 4 gennaio 1955) è una sindacalista e politica italiana.

## Biografia
Nata il 4 gennaio 1955 a Monte Sant'Angelo, in provincia di Foggia, da giovane si trasferisce prima a Roma ed in seguito a Milano, dove lavora prima in piccole aziende metalmeccaniche e poi nella pubblica amministrazione come dipendente della provincia di Milano, iniziando il suo impegno politico e sociale: nel 1974 si iscrive al Partito Comunista Italiano di Enrico Berlinguer e vi rimane fino al suo scioglimento nel 1991 con la svolta della Bolognina.
Dal 1980 al 1982 è stata la Responsabile femminile del PCI dell'hinterland milanese; dal 1982 al 1987 è eletta rappresentante sindacale della CGIL nel milanese, dal 1987 al 1990 è eletta segretaria della Funzione pubblica della CGIL di Monza e Brianza; nel 1990 è eletta nel direttivo nazionale della confederazione e nella segreteria nazionale della CGIL, in quota alla corrente Essere sindacato, guidata da Fausto Bertinotti.
Esponente di Rifondazione Comunista dal 1993, nel 2000 entra a far parte della direzione nazionale della FIOM e nel 2003 diviene vicepresidente della provincia di Roma.  
Il 18 maggio 2006 entra a far parte del secondo governo Prodi in qualità di sottosegretaria al Ministero del Lavoro, incarico che manterrà fino alla caduta del Governo nel gennaio 2008. 
Candidata alla Camera alle elezioni politiche del 2008 con La Sinistra l'Arcobaleno, non è eletta a causa del mancato raggiungimento della soglia di sbarramento da parte della lista. 
Al congresso nazionale di Rifondazione del 2008 appoggia la mozione guidata da Nichi Vendola, ma alcuni mesi dopo non ne condivide la scelta di uscire dal partito: nel 2009 entra nella Segreteria nazionale del PRC guidata da Paolo Ferrero come Responsabile Comunicazione.
Dal 2010 al 2012 è Responsabile nazionale del “gruppo beni comuni” della Federazione della Sinistra.
Alle elezioni politiche del 2013 è candidata con Rivoluzione Civile alla Camera, ma il mancato raggiungimento della soglia di sbarramento del 4% le impedisce di essere eletta.
Dopo l'adesione del PRC al percorso de L'Altra Europa con Tsipras è eletta nel Comitato centrale di tale formazione.
Nel 2017 viene confermata nella Segreteria nazionale di Rifondazione guidata da Maurizio Acerbo come responsabile Sanità e Politiche sociali e responsabile organizzazione del partito, incarichi che mantiene fino al congresso dell'autunno 2021.
Alle elezioni politiche del 2022 viene candidata al Senato nella circoscrizione Lazio per Unione Popolare, ma non verrà eletta a causa del mancato raggiungimento dello sbarramento da parte della lista.
Alle elezioni regionali nel Lazio del 2023 viene scelta da Unione Popolare come candidata alla presidenza della Regione Lazio e ottiene 15331 voti pari allo 0,88%.